# Алі Хамадех
Алі Хамадех (нар. 5 вересня 1974) — колишній ліванський тенісист.
Найвищим досягненням на турнірах Великого шолома було 2 коло в парному розряді.

## Титули на челленджерах

### Парний розряд: (1)
| Ранг | Рік  | Турнір                         | Покриття | Партнер      | Суперники                      | Рахунок  |
| ---- | ---- | ------------------------------ | -------- | ------------ | ------------------------------ | -------- |
| 1.   | 1998 | Гвадалахара (Мексика), Мексика | Ґрунт    | Сандер Гройн | Мартін Гарсія Себастьян Прієто | 6–4, 6–2 |